# NGC 6167
NGC 6167 ist ein offener Sternhaufen vom Trumpler-Typ II3m im Sternbild Winkelmaß an der Grenze zum Sternbild Altar am Südsternhimmel. Er hat einen Durchmesser von 7' und eine scheinbare Helligkeit von 6,7 mag.
Entdeckt wurde das Objekt am 26. Juni 1826 von James Dunlop.